# NGC 738
NGC 738 je čočková galaxie v souhvězdí Trojúhelníku. Její zdánlivá jasnost je 15,0m a úhlová velikost 0,4′ × 0,2′. Je vzdálená 201 milionů světelných let, průměr má 25 000 světelných let. Galaxii objevil 11. října 1850 asistent Williama Parsonse Bindon Blood Stoney.

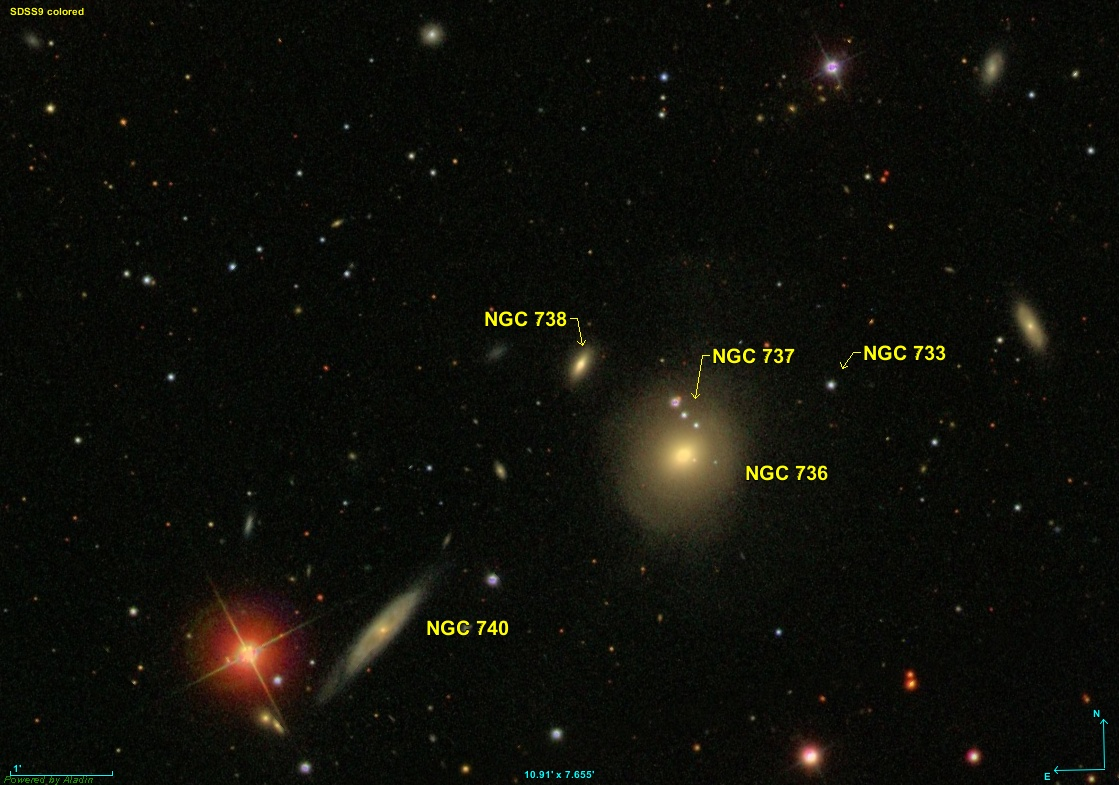
NGC 738 s galaxiemi NGC 736 a NGC 740